# 微笑む友情
『微笑む友情』（ほほえむゆうじょう）は、1934年（昭和9年）に日本で製作・公開されたサイレント映画である。製作・配給大都映画。

## スタッフ
- 監督 : 大江秀雄

## キャスト
- 島田文郎
- 伴淳三郎
- 琴路美津子